# シャーロット駅 (アムトラック)
シャーロット駅（英語：Charlotte Station ）は、アメリカ合衆国ノースカロライナ州シャーロット ノース・トライオン・ストリート1914にある駅。 全米各地を結ぶ旅客鉄道のアムトラックが乗り入れている。

## 概要
現在のシャーロット駅は旅客駅機能と鉄道部門のオフィスを収容するために1962年にサザン鉄道によって建てられた。当駅は、ダウンタウンの約3.2キロ北東に位置しノーフォーク・サザン鉄道のヤードに隣接しており、様々な鉄道施設の再配置のために必要だった。1990年代後半まで、アムトラックとノースカロライナ州間の強力なパートナーシップが旅客鉄道サービスを強化し、乗客の増加につながった。ノースカロライナ州運輸省（NCDOT）とアムトラックは2002年に待合室を拡張し、窓口を増設した。

## 利用可能な鉄道路線／列車
アムトラックの発着する列車は下記の通り。
ニューヨークとニューオーリンズ間の夜行長距離列車クレセント号…1日1往復停車
ニューヨークとシャーロット間の昼行長距離列車カロリニアン号…1日1往復発着
ローリーとシャーロット間の昼行中距離列車ピードモント号…1日3往復発着

## バス
当駅から乗車できるバスは以下の通り。
路線バス：シャーロット地区交通局 (Charlotte Area Transit System)…11系統